# Orozco (Málaga)
Orozco es un barrio perteneciente al distrito Puerto de la Torre de la ciudad andaluza de Málaga, España. Según la delimitación oficial del ayuntamiento, limita al norte con el barrio de Fuente Alegre; al nordeste y al este, con El Chaparral; al este y al sur, con Los Morales; y al oeste, con Huerta Nueva-Puerto de la Torre.

## Transporte
Ninguna línea de autobús urbano de la EMT alcanza los límites del barrio, si bien, las siguientes paran en las proximidades:
| Línea | Trayecto                               | Recorrido | Frecuencia                              |
| ----- | -------------------------------------- | --------- | --------------------------------------- |
| 21    | Alameda Principal - Puerto de la Torre | Recorrido | 12 minutos                              |
| N4    | Alameda Principal - Puerto de la Torre | Recorrido | 23.30, 1.00 (Alameda) 0.15 (Pto. Torre) |